# El Canario
El Canario es una localidad del estado mexicano de Guanajuato. Es parte del municipio de Yuriria.

## Demografía
| Gráfica de evolución demográfica |
|                                  |

| Censo | Población |
| ----- | --------- |
| 1900  | 329       |
| 1910  | 204       |
| 1921  | 162       |
| 1930  | 68        |
| 1940  | 170       |
| 1950  | 299       |
| 1960  | 398       |
| 1970  | 443       |
| 1980  | 745       |
| 1990  | 909       |
| 2000  | —         |
| 2010  | 1 157     |
| 2020  | 1 201     |